# Acianthera ochreata
Acianthera ochreata  es una especie de orquídea epifita originaria de  Brasil donde se encuentra en  Paraíba, Pernambuco, Bahia, Alagoas y Minas Gerais. 

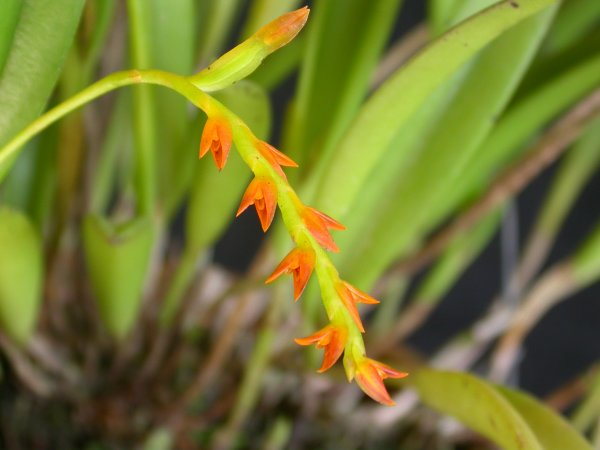
Inflorescencia

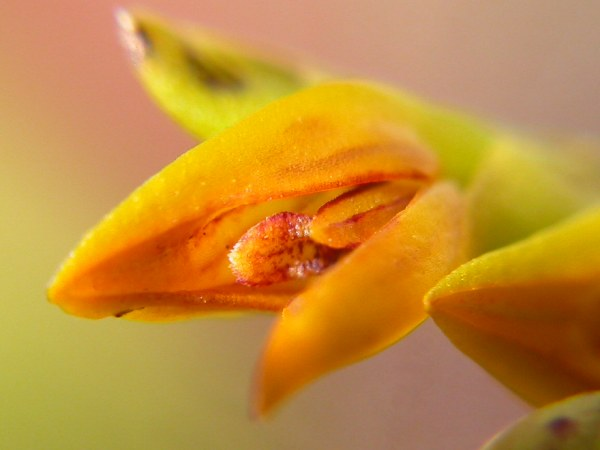
Detalle de la flor

## Descripción
Son plantas  subcespitosas de crecimiento robusto, con tallos cortos alargados, ligeramente comprimidos lateralmente en la parte superior, las hojas muy gruesas y acanoadas o casi cilíndricas; la inflorescencia también comprimida lateralmente, con alrededor de diez flores de color amarillo o naranja, a veces con rayas de color púrpura más o menos espaciadas, con sépalos triangulares  proporcionados externamente con quilla central longitudinal. Está muy cercana de Acianthera glumacea que difiere en ser mucho más robusta, inflorescencias con flores más cortas y en la inflorescencia normalmente lleno de flores, a menudo con inflorescencias plegadas sobre sí misma. Hoy se sabe que se incluye entre los clados Acianthera.

## Distribución y hábitat
Se encuentra en Bahía y Minas Gerais de Brasil, en zonas rocosas a altitudes de 800 hasta 1550 metros.

## Taxonomía
Acianthera ochreata fue descrita por (Lindl.) Pridgeon & M.W.Chase  y publicado en Lindleyana 16(4): 245. 2001.
Etimología
Acianthera: nombre genérico que es una referencia a la posición de las anteras de algunas de sus especies.
ochreata: epíteto
Subespecies
- Acianthera ochreata subsp. cylindrifolia (Borba & Semir) Borba
- Acianthera ochreata subsp. ochreata

Sinonimia
- Humboltia ochreata (Lindl.) Kuntze
- Pleurothallis ochreata Lindl.[4][5]